# Amerikaans voetbalkampioenschap 1983
In 1983 werd het zestiende seizoen van de North American Soccer League gespeeld. Tulsa Roughnecks werd voor de eerste maal kampioen.

## North American Soccer League

### Wijzigingen
Nieuwe teams
- Team America

Opgeheven teams
- Edmonton Drillers
- Jacksonville Tea Men
- Portland Timbers

Naamsveranderingen
- San Jose Earthquakes veranderd de naam in Golden Bay Earthquakes.

### Eindstand
| Plaats | Eastern Division         | Wed. | W  | V  | DV | DT  | Ptn |
| ------ | ------------------------ | ---- | -- | -- | -- | --- | --- |
| 1.     | New York Cosmos          | 30   | 22 | 8  | 87 | 49  | 194 |
| 2.     | Chicago Sting            | 30   | 15 | 15 | 66 | 73  | 147 |
| 3.     | Toronto Blizzard         | 30   | 16 | 14 | 51 | 135 | 135 |
| 4.     | Montreal Manic           | 30   | 12 | 18 | 58 | 71  | 124 |
| Plaats | Southern Division        | Wed. | W  | V  | DV | DT  | Ptn |
| 1.     | Tulsa Roughnecks         | 30   | 17 | 3  | 56 | 49  | 145 |
| 2.     | Fort Lauderdale Strikers | 30   | 14 | 16 | 66 | 73  | 136 |
| 3.     | Tampa Bay Rowdies        | 30   | 7  | 23 | 48 | 83  | 112 |
| 4.     | Team America             | 30   | 10 | 20 | 33 | 54  | 79  |
| Plaats | Western Division         | Wed. | W  | V  | DV | DT  | Ptn |
| 1.     | Vancouver Whitecaps      | 30   | 24 | 6  | 63 | 34  | 187 |
| 2.     | Golden Bay Earthquakes   | 30   | 20 | 10 | 71 | 54  | 169 |
| 3.     | Seattle Sounders         | 30   | 12 | 18 | 62 | 61  | 119 |
| 4.     | San Diego Sockers        | 30   | 11 | 19 | 53 | 65  | 106 |

Notities
- De punten telling:
  - Overwinning: 6 punten
  - Verlies: 0 punten
  - Doelpunten voor (maximaal 3 ptn per wedstrijd): 1 punt

### Playoffs
De acht teams met de meeste punten spelen tegen elkaar in de playoffs.
| Kwartfinale            | Kwartfinale              | Kwartfinale   |
| Team 1                 | Team 2                   | Uitslag       |
| ---------------------- | ------------------------ | ------------- |
| Montreal Manic         | New York Cosmos          | 4-2, 1-0      |
| Tulsa Roughnecks       | Fort Lauderdale Strikers | 3-2, 4-2      |
| Golden Bay Earthquakes | Chicago Sting            | 6-1, 0-1, 5-2 |
| Toronto Blizzard       | Vancouver Whitecaps      | 0-1, 4-3, 1-0 |
| Halve Finale           |                          |               |
| Team 1                 | Team 2                   | Uitslag       |
| Tulsa Roughnecks       | Montreal Manic           | 2-1, 0-1, 3-0 |
| Toronto Blizzard       | Golden Bay Earthquakes   | 1-0, 2-0      |
| Finale                 |                          |               |
| Team 1                 | Team 2                   | Uitslag       |
| Tulsa Roughnecks       | Toronto Blizzard         | 1-0           |

## Individuele prijzen
| Prijs                | Naam                 | Team              |
| -------------------- | -------------------- | ----------------- |
| Most Valuable Player | Roberto Cabañas      | New York Cosmos   |
| Topscorer            | Roberto Cabañas (23) | New York Cosmos   |
| Beste nieuwkomer     | Gregg Thompson       | Tampa Bay Rowdies |